# جيسي بوشريت
(إميليا) جيسي بوشريت (بالإنجليزية: Jessie Boucherett)‏، من نوفمبر 1825 حتى أكتوبر 1905، ناشطة إنجليزية في مجال حقوق المرأة.

## الحياة
ولدت بوشريت في نوفمبر من العام 1825، في شمال ويلينغهام، بالقرب من ماركت رازن، لينكولنشاير. هي حفيدة الملازم الكولونيل إيسكوج بوشريت، وأصغر طفل لابنه وزوجته إيسكوج ولويزا، والدتها ابنة فريدريك جون بيجو من دارتفورد في كينت.
تعلمت بوشريت في مدرسة السيدات بيرلي الأربعة (بنات جوزيه ويدجوود، قريب وشريك توماس بيرلي)، في أفونبانك، ستراتفورد أون أفون، حيث كانت السيدة جاسكل تلميذة. كانت أنشطة بوشريت في مجال قضايا المرأة مستلهمة من قراءة مجلة المرأة الإنجليزية، والتي انعكست بشكل مباشر على خططها الشخصية وأهدافها، وفي مقال آخر في مجلة أدنبره تناول فيه مشاكل النساء (الفائض من النساء) في إنجلترا خلال السنوات الوسطى من القرن التاسع عشر، حينها كان عدد النساء أكبر بكثير من عدد الرجال.
في 21 نوفمبر من عام 1865، وبمساعدة من باربرا بوديكون، وهيلين تايلور قدمت بوشريت مشروع للإصلاح البرلماني، بدؤوا حملة لتحصيل حق التصويب للمرأة. على صعيد آخر وبتعاونها مع باربرا بوديكون وأديلايد آن بروكتر، أسست بوشريت جمعية تشجيع توظيف المرأة في عام 1859.
في عام 1926، أصبحت تلك الجمعية «جمعية تطوير وتدريب المرأة» والتي تعتبر اليوم جمعية خيرية لضمان مستقبل النساء. أيضًا في عام 1859، انضمت بوشريت وبروكتر إلى مجموعة لانجهايم بليس. نشطت هذه المجموعة بين عامي 1857 و1866 وعلى الرغم من صغر المجموعة، فقد كانت مصممة على تحسين وضع المرأة عبر حملاتها.
كانت بوشريت داعمة ومروجة لحركة الاقتراع النسائية ومؤيدة قوية لقانون الملكية للمرأة المتزوجة. أسست مجلة «إنغلش وومنز ريفيو» في عام 1866، وبقيت محررة فيها حتى عام 1870، عندما أسست مع ليديا بيكر «مجلة وومنز سوفراج».

## الأعمال
- في عام 1863، لمحات حول المساعدة الذاتية للشابات.
- في عام 1868، حالة المرأة في فرنسا.
- في عام 1869، (كيفية توظيف الفائض من النساء)، جوزفين باتلر، عمل المرأة وثقافة المرأة.
- في عام 1884، (الوضع الصناعي للمرأة)، ثيودور ستانتون، سؤال المرأة في آوروبا.
- في عام 1896، حالة المرأة العاملة ونشاطات المصانع، مع هيلين بلاكبيرن.